# Kebon Pala
Kebon Pala is een plaats (wijk) - (kelurahan) in het bestuurlijke gebied Makasar, Jakarta Timur (Oost-Jakarta) in de provincie Jakarta, Indonesië. De plaats telt 46.596 inwoners (volkstelling 2010).